# Украинско-филиппинские отношения
Украинско-филиппинские отношения — двусторонние дипломатические отношения между Украиной и Филиппинами. Отношения были установлены 7 апреля 1992 года.

## История отношений
Филиппины признали независимость Украины после распада СССР 22 января 1992 года, а отношения между странами были установлены 7 апреля.
В апреле 1997 года украинская парламентская делегация в Маниле подписала межпарламентское соглашение о сотрудничестве.
В разгар вторжения России на Украину в 2022 году Министерство иностранных дел объявило уровень тревоги 4, что означает экстренную эвакуацию всех филиппинских граждан из Украины. Филиппины эвакуировали 342 своих граждан к марту 2022 года.
9 июня 2022 года министр иностранных дел Филиппин Теодоро Локсин-младший во время встречи с Дмитрием Сеником заявил, что Филиппины откроют посольство в Украине.
13 февраля 2023 года президент Украины Владимир Зеленский впервые в истории двусторонних отношений провёл телефонный разговор с Президентом Филиппин Бонгбонгом Маркосом.
Украина планирует привлечь филиппинских рабочих для помощи в восстановлении своих городов, разрушенных вторжением России. Украина планирует увеличить двустороннюю торговлю и открыть посольство на Филиппинах.
3 июня 2024 года президент Украины Владимир Зеленский в Маниле встретился с президентом Фердинандом Бонгбонгом.

## Дипломатические миссии
- У Украины есть аккредитированное посольство в Куале-Лумпур[12], Малайзия, и консульство в Маниле[13]
- У Филиппин есть аккредитированное посольство в Москве[14], Россия, и консульство в Киеве[15]